# Sördö ören
Sördö ören är en ö i Finland. Den ligger i Skärgårdshavet och i kommunen Pargas i den ekonomiska regionen  Åboland i landskapet Egentliga Finland, i den sydvästra delen av landet. Ön ligger omkring 56 kilometer väster om Åbo och omkring 200 kilometer väster om Helsingfors.
Öns area är 1,9 hektar och dess största längd är 230 meter i sydöst-nordvästlig riktning.